# François-Nicolas Lancret
Pour les articles homonymes, voir Lancret.
François-Nicolas Lancret est un architecte français né à Paris le 30 décembre 1717 et mort à Chaumont le 4 février 1789, actif en Champagne et en Lorraine.

## Biographie
Fils du graveur François-Joseph Lancret (1686–1752), lequel est le frère du peintre Nicolas Lancret, et de Geneviève Planterose, mariés le 12 mai 1716 à Paris. Le couple aura neuf enfants.
François-Nicolas entre à l'Académie royale d'architecture et y a pour condisciple Louis-Denis Le Camus en 1743–1744.
Il se maria deux fois. Sa deuxième épouse est Geneviève-Marie Vinache de Montblanc, contrat signé le 11 septembre 1756. Ils habitent rue de la Calandre, où était mort le père Lancret en 1752. Le couple a un fils Michel Ange Lancret né à Paris en 1774.

## Œuvres

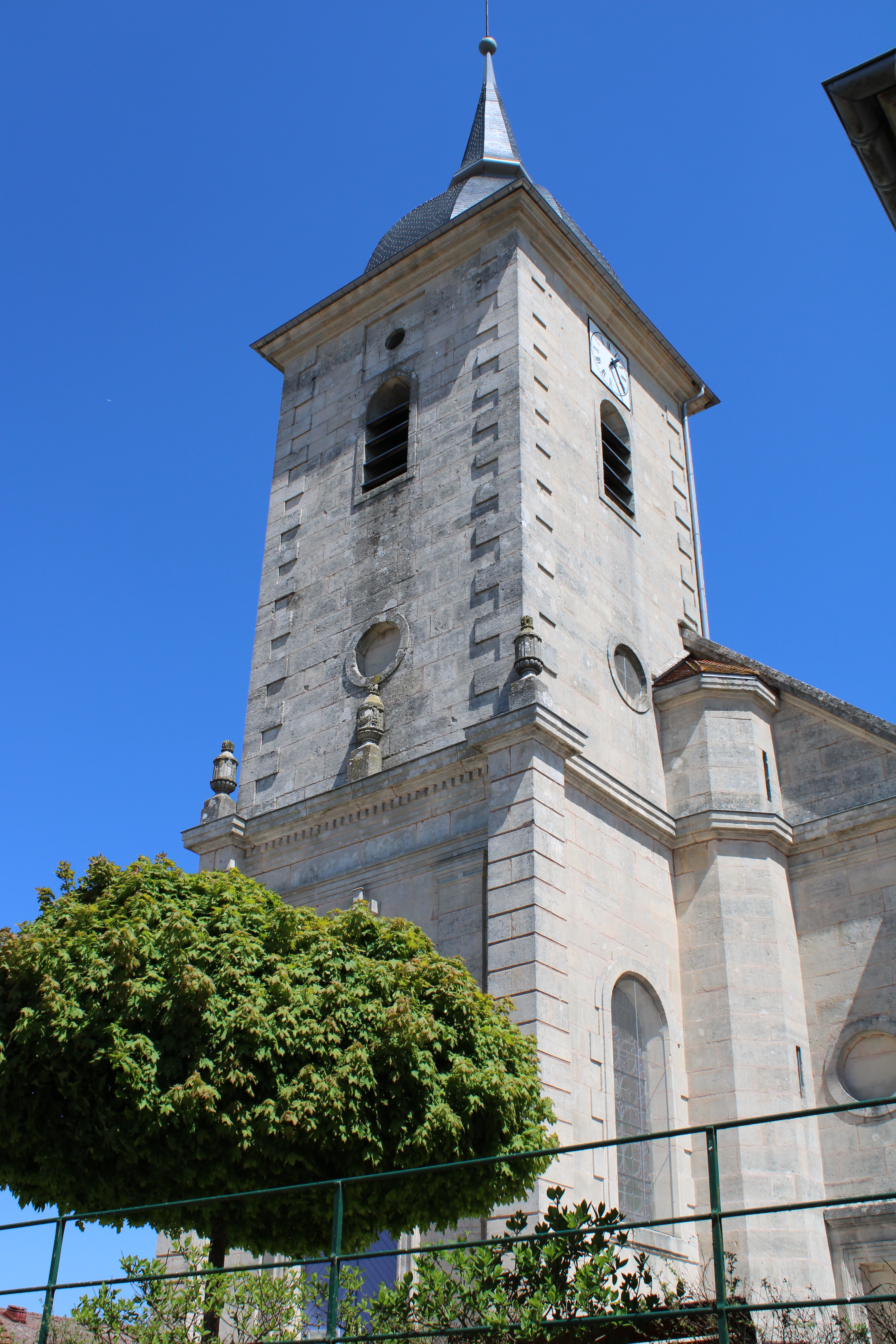
L'église du village lorrain de Trampot a été réalisée par Français-Nicolas Lancret

- Château de La Motte-Tilly édifié à partir de 1754 pour les frères Terray, dont le ministre l'abbé Terray ;
- Château de Noyen ;
- Hôtel de ville de Chaumont, à partir de 1784 ;
- Église Saint-Pierre et Saint-Paul de Trampot , classée monument historique par arrêté du 3 septembre 2010.
- Église Sainte-Marie-Madeleine de Laferté-sur-Aube[4]
- Église Saint-Laurent de Vaucouleurs, entre 1780 et 1785[5].
- Église Notre-Dame de l'Assomption de Reynel[6].